# Glyptotendipes amplus
Glyptotendipes amplus är en tvåvingeart som beskrevs av Henry Keith Townes, Jr. 1945. Glyptotendipes amplus ingår i släktet Glyptotendipes och familjen fjädermyggor.
Artens utbredningsområde är New Jersey. Inga underarter finns listade i Catalogue of Life.